# 加治武雄
加治 武雄（かじ たけお、1896年（明治29年）2月13日 - 1974年（昭和49年）2月23日）は、大日本帝国陸軍軍人。最終階級は陸軍少将。

## 経歴
三重県出身。1918年（大正7年）5月、陸軍士官学校第30期卒業。同年12月に陸軍歩兵少尉に任官。1926年（大正15年）陸軍大学校に入学し、1929年（昭和4年）同校第41期卒業。
1939年（昭和14年）3月に興亜院華北連絡部青島出張所所員を経て、1941年（昭和16年）3月に陸軍歩兵大佐に進級。ついで、1942年（昭和17年）11月に大東亜省青島総領事館員、1943年（昭和18年）3月に留守第5師団参謀長を経て、1945年（昭和20年）3月に陸軍少将に進み、同年4月に広島師管区参謀長、6月に中国軍管区参謀長となり、第59軍参謀長を兼ねる。
その後、同年7月8日に独立混成第120旅団長に任じられ、静岡・清水にて展開し、本土決戦に備える中で終戦を迎えた。10月3日には東海上陸地支局長に就任し、10月13日には名古屋師管区司令部附となった。
1947年（昭和22年）11月28日、公職追放仮指定を受けた。